# Luise Malzahn
Luise Malzahn, née le 9 juin 1990 à Halle-sur-Saale, est une judokate allemande.

## Palmarès international en judo
| Championnats du monde | Championnats du monde | Championnats du monde |
| Année                 | Médaille              | Catégorie             |
| --------------------- | --------------------- | --------------------- |
| 2015                  | bronze                | –78 kg                |
| Jeux européens        |                       |                       |
| 2015                  | argent                | –78 kg                |
| 2015                  | argent                | Par équipes           |
| Championnats d'Europe |                       |                       |
| Année                 | Médaille              | Catégorie             |
| 2011                  | bronze                | –78 kg                |
| 2015                  | argent                | –78 kg                |
| 2016                  | bronze                | –78 kg                |
| 2020                  | argent                | –78 kg                |